# Oliver Alfonsi
Oliver Alfonsi, né le 3 juin 2003 en Suède, est un footballeur suédois qui joue au poste d'ailier droit au Varbergs BoIS.

## Biographie

### En club
Né en Suède, Oliver Alfonsi commence le football au Hittarps IK (en) avant d'être formé par l'Helsingborgs IF. Il poursuit sa formation au Varbergs BoIS, qu'il rejoint en 2019, et y signe son premier contrat professionnel le 17 novembre 2020. Il est alors intégré dans l'équipe première. 
C'est avec ce club qu'il découvre le monde professionnel, jouant son premier match en équipe première le 4 juillet 2021, lors d'une rencontre d'Allsvenskan de la saison 2021 face au Kalmar FF. Il entre en jeu à la place de Robin Tranberg (en) et les deux équipes se neutralisent (1-1 score final). Il inscrit son premier but en professionnel le 26 juillet 2021, à l'occasion d'une rencontre de championnat contre l'IFK Göteborg. Titulaire ce jour-là, il ouvre le score dès la cinquième minute de jeu et participe ainsi à la victoire de son équipe par deux buts à zéro.
Le 2 novembre 2021, Oliver Alfonsi signe son premier contrat professionnel avec le Varbergs BoIS. Le jeune ailier de 18 ans est alors lié avec son club formateur jusqu'en novembre 2026,.

### En sélection
Oliver Alfonsi est sélectionné avec l'équipe de Suède des moins de 19 ans en août 2021, jouant un match le 4 septembre 2021 contre la Finlande. Il est titularisé et son équipe s'incline par trois buts à zéro.

## Vie privée
Oliver Alfonsi est le fils de Joakim Persson, ancien footballeur devenu entraîneur.